# Gold Tipped Boots (álbum)
Gold Tipped Boots es un álbum pirata (bootleg), grabado en vivo, que recoge diversas actuaciones en 1968, 1969, 1980 y 1991 del grupo de rock progresivo Jethro Tull.
Toma el título de la canción "Gold-Tipped Boots, Black Jacket and Tie", del álbum Catfish Rising, incluida en la grabación.
En la cubierta, el tema "Sunshine Day" está incorrectamente escrito como "Sunshine Boy".

## Lista de temas
| #   | Título                                   | Autor                                  | Interpretaciones | Grabación                                                    | Tiempo | Álbum de procedencia                                        |
| --- | ---------------------------------------- | -------------------------------------- | ---------------- | ------------------------------------------------------------ | ------ | ----------------------------------------------------------- |
| 1.  | "Doctor to my Disease"                   | (Ian Anderson)                         |                  | 20/8/1991 en Electric Lady Studios                           |        | Catfish Rising                                              |
| 2.  | "Gold Tipped Boots Black Jacket and Tie" | (Ian Anderson)                         |                  | 20/8/1991 en Electric Lady Studios                           |        | Catfish Rising                                              |
| 3.  | "Rocks on the Road"                      | (Ian Anderson)                         |                  | 20/8/1991 en Electric Lady Studios                           |        | Catfish Rising                                              |
| 4.  | "Tall Thin Girl"                         | (Ian Anderson)                         |                  | 20/8/1991 en Electric Lady Studios                           |        | Catfish Rising                                              |
| 5.  | "Mother Goose"                           | (Ian Anderson)                         |                  | 20/8/1991 en Electric Lady Studios                           |        | Aqualung                                                    |
| 6.  | "Jack-A-Lynn"                            | (Ian Anderson)                         |                  | 20/8/1991 en Electric Lady Studios                           |        | The Broadsword and the Beast (bonus track)                  |
| 7.  | "Bourée"                                 | (Johann Sebastian Bach / Ian Anderson) |                  | 20/8/1991 en Electric Lady Studios                           |        | Stand Up                                                    |
| 8.  | "Aqualung"                               | (Ian Anderson / Jennie Anderson)       |                  | 20/8/1991 en Electric Lady Studios                           |        | Aqualung                                                    |
| 9.  | "Black Sunday"                           | (Ian Anderson)                         |                  | 1980 en Los Ángeles                                          |        | A                                                           |
| 10. | "Crossfire"                              | (Ian Anderson)                         |                  | 1980 en Los Ángeles                                          |        | A                                                           |
| 11. | "Songs from the Wood"                    | (Ian Anderson)                         |                  | 1980 en Los Ángeles                                          |        | Songs from the Wood                                         |
| 12. | "Hunting Girl"                           | (Ian Anderson)                         |                  | 1980 en Los Ángeles                                          |        | Songs from the Wood                                         |
| 13. | "Heavy Horses"                           | (Ian Anderson)                         |                  | 1980 en Los Ángeles                                          |        | Heavy Horses                                                |
| 14. | "Aeroplane"                              |                                        |                  | Tomada directamente del álbum 20 Years of Jethro Tull (CD 1) |        | Aeroplane (single) / 20 Years of Jethro Tull (CD 1)         |
| 15. | "Sunshine Day"                           |                                        |                  | Tomada directamente del álbum 20 Years of Jethro Tull (CD 1) |        | Aeroplane (single) / 20 Years of Jethro Tull (CD 1)         |
| 16. | "My Sunday Feeling"                      | (Ian Anderson)                         |                  | 1968, en la BBC Radio                                        |        | This Was                                                    |
| 17. | "Beggar's Farm"                          | (Ian Anderson)                         |                  | 1968, en la BBC Radio                                        |        | This Was                                                    |
| 18. | "Lick Your Fingers Clean"                | (Ian Anderson)                         |                  | Tomada directamente de 20 Years of Jethro Tull (CD 2)        |        | 20 Years of Jethro Tull (CD 2)                              |
| 19. | "To Be Sad Is a Mad Way to Be"           | (Ian Anderson)                         |                  | 9/1/1969 en Estocolmo                                        |        | The 25th Anniversary Boxed Set (Disco Cuatro: "Pot Pourri") |